# Quentin Rakotomalala
Quentin Rakotomalala (Marsiglia, 29 maggio 2003) è un nuotatore artistico francese.

## Biografia
Nel 2020, durante la tappa del FINA Artistic Swimming World Series tenutasi a Parigi, Rakotomalala, all'età di 16 anni, e la sua compagna Madeline Philippe hanno ottenuto la loro prima medaglia nel nuoto sincronizzato, conquistando l'argento nella routine tecnica del duetto misto con un punteggio di 72.0468 punti. La coppia ha terminato al secondo posto, dietro agli atleti spagnoli Emma García e Pau Ribes, che si sono aggiudicati la medaglia d'oro. Successivamente, le due atlete hanno conquistato una seconda medaglia nella routine libera del duetto misto, ottenendo un punteggio di 75.3000 punti, che le ha posizionate nuovamente al secondo posto, con un distacco di 10.1333 punti rispetto agli spagnoli.
Rakotomalala ha espresso la speranza che, in futuro, le competizioni di nuoto artistico alle Olimpiadi includano anche le categorie maschili, sia nel nuoto artistico solista che nel duetto. Nel 2022, ha dichiarato come obiettivo quello di partecipare alle Olimpiadi estive del 2028. Nel dicembre dello stesso anno, il Comitato Olimpico Internazionale ha annunciato che gli uomini avrebbero avuto la possibilità di competere nell'evento a squadre di nuoto artistico alle Olimpiadi del 2024, a condizione che i concorrenti maschi non superassero il 25% dei membri della squadra. Tuttavia, il Comitato ha confermato l'esclusione degli uomini dalle competizioni soliste e di duetto, eventi nei quali Rakotomalala era impegnato.
I Campionati europei di nuoto 2022, svoltisi a Roma, al Foro Italico, sono stati la prima edizione dei Campionati europei di nuoto LEN a includere eventi di nuoto artistico maschile solista. In questa occasione, Rakotomalala ha partecipato al secondo evento maschile solista di nuoto artistico in assoluto, la routine stile libero solista, che si è svolta dopo la routine tecnica solista nel programma dei Campionati. Questo evento ha rappresentato la prima volta in cui la routine stile libero solista è stata disputata in un contesto ufficiale. Durante la finale della routine stile libero solista, che si è tenuta il 12 agosto al Foro Italico, Rakotomalala ha totalizzato 78.0000 punti, classificandosi al terzo posto. Ha concluso la gara con un distacco di 10.4667 punti dal vincitore, Giorgio Minisini dell'Italia, e 5.3333 punti dietro Fernando Díaz del Río della Spagna. Inoltre, ha preceduto Ivan Martinović della Serbia di 9.4667 punti, conquistando così la medaglia di bronzo, la prima in assoluto in questa competizione. La sua esibizione, che gli è valsa il podio, è stata accompagnata dalla musica del cantautore britannico Benjamin Clementine.
Nel 2025, con una lettera aperta, Quentin Rakotomalala ha annunciato il ritiro dalle competizioni.

## Palmarès
- Europei

Roma 2022: bronzo nel solo libero
Belgrado 2024: bronzo nel solo libero